# Habent sua fata libelli
Habent sua fata libelli és una locució llatina d'ús actual que significa: cada llibre té el seu destí. És una versió del vers 1286 del De litteris, De syllabis, De Metris ("La fonètica, les síl·labes, la mètrica") del poeta llatí del segle II Terencià Maure. El text diu exactament: pro captu lectoris habent sua fata libelli ("segons la capacitat del lector els llibres tenen el seu destí")
Amb aquestes paraules l'autor volia expressar l'imprevisible destí dels llibres, que els pot convertir en best-seller o fer-los passar desapercebuts per als seus contemporanis o per a la posteritat, segons si es donen o no condicions molt variades: la connexió amb el gust i els interessos d'un moment donat, el context històric i social, o fins i tot una coberta impactant o l'aval d'un premi literari o d'una bona crítica.
L'erudit Robert Burton desplega l'expressió en la seva Anatomia de la malenconia:
Els nostres escrits són com tants altres plats, els nostres lectors convidats, els nostres llibres com la bellesa, el que un admira altres rebutgen; el que nosaltres vam aprovar com a fantasies dels homes són inclinades. Pro captura lectoris habent sua fata libelli.
El llatí és citat sovint només parcialment com a habent sua fata libelli i després traduït (o mal entès) com "Els llibres tenen el seu propi destí." Per extensió la frase s'entén per Umberto Eco a El nom de la rosa) com "els llibres comparteixen el seu destí amb els seus lectors". En una xerrada sobre col·leccionisme de llibre, titulada "Descarregant la meva biblioteca" d' Il·luminacions, Walter Benjamin cita l'expressió en la seva forma definitiva, assenyalant que les paraules estan destinades sovint com una declaració general sobre llibres; el col·leccionista de llibres de Benjamin, a manera de contrast, les aplica a si mateix i als exemplars específics que col·lecciona.
La història de la literatura està farcida d'exemples clamorosos de la tesi de Terencià Maure. Un cas clàssic, per exemple, fou el de Francesco Petrarca, convencut d'assolir la fama per la seva producció llatina (en particular pel seu poema Africa) i avui més recordat pel seu Canzoniere en italià. Modernament André Gide va refusar la publicació de la "Recherche" de Marcel Proust, (cosa de la qual es penedí amargament). En català, casos com els de Víctor Català, oblidada durant decennis fins que la recuperà Josep Miracle són també exemples recurrents de la justesa d'aquesta dita clàssica.